# Wilhelm Berndtson
Wilhelm Berndtson (10 de agosto de 1873-13 de agosto de 1931) fue un actor teatral cinematográfico de nacionalidad sueca.
Su nombre completo era Johan Wilhelm Berndtson, nació en Estocolmo, Suecia, y falleció en la ciudad sueca de Gotemburgo.

## Filmografía
- 1919 : Hemsöborna
- 1920 : Erotikon
- 1923 : Boman på utställningen
- 1924 : Ödets man
- 1930 : Lyckobreven

## Teatro (selección)

### Actor
- 1910 : En sommarnattsdans, eller Balettens triumf på Söder, de Algot Sandberg, dirección de Algot Sandberg y Wilhelm Berndtson, Mosebacketeatern[2]

### Director
- 1910 : En sommarnattsdans, eller Balettens triumf på Söder, de Algot Sandberg, Mosebacketeatern, dirección junto a Algot Sandberg
- 1911 : Runda Charlotta, eller Herrarnas herre, eller en liten titt i framtiden, Mosebacketeatern